# معاهدة نيمفايم (1214)
معاهدة نيمفايم (باليونانية: Συνθήκη του Νυμφαίου)‏، هي معاهدة سلام تم توقيعها في ديسمبر 1214 بين إمبراطورية نيقية والولاية التالية للإمبراطورية البيزنطية و‌الإمبراطورية اللاتينية، والتي تأسست في أعقاب الحملة الصليبية الرابعة في عام 1204.

## نبذة تاريخية
عقب الحملة الصليبية الرابعة اُنتخب بالدوين التاسع من فلاندرز إمبراطورًا للإمبراطورية اللاتينية، ولم يكن فقط معترفا له بسيادة جزء من القسطنطينية (أُعطيَ الجزء المتبقي منها للبندقيين)؛ بل أيضًا المنطقة الشمالية الغربية لآسيا الصغرى، وعلى الرغم من أن كون الاعتراف بالسيادة لا يعني السيطرة الفعلية على الإقليم، فقد كانت ممارسة تلك السيطرة مسألة ترجع إلى الإمبراطور حتى إذا اقتضى الأمر قوة السلاح.
وبعد الحملة الصليبية الرابعة انشغل بالدوين بالأحداث الحاصلة في تراقيا واُتُخِذَ أسيرًا على يد البلغاريين في معركة أدريانوبل في أبريل 1205. وكان هناك آنذاك تجاهلًا من الجانب اللاتيني تجاه آسيا الصغرى؛ مما أعطى بالتالي مساحة لثيودور لاسكاريس الذي أعلن نفسه إمبراطورًا مقره في نيقية ليُعززَ قوته ويُوَّجه تركيزه على سلطنة الروم.
خلال هذا الوقت استحوذ هنري -شقيق بالدوين- على الإمبراطورية اللاتينية وشرع في القيام بعمليات ضد الإمبراطورية النيقية في نهاية عام 1206، لكنها كانت تدخلات بسيطة حتى ركز هنري اهتماهه في عام 1211.  وفي الخامس عشر من أكتوبر لتلك السنة، حقق هنري انتصارًا عظيمًا في نهر راينداكس ومضى قدمًا نحو برجامَم ونيمفايم، لكن حدَّت حرب العصابات من جانب ثيودور من أي تقدم إضافي لهنري. ونظرًا للإجهاد الذي أصاب الجانبين؛ تم توقيع معاهدة نيمفايم بين الإمبراطورين؛ مما أوقف التقدم اللاتيني نحو آسيا الصغرى فاقتصرت السيطرة اللاتينية على المنطقة الشمالية الغربية للأناضول، التي تضم سواحل بيتينيا ومعظم ميسيا.

## ما بعد المعاهدة
على الرغم من استمرار القتال بين الجانبين لسنوات أخرى، ألا أنه كانت هناك نتائج هامةً مترتبةً على اتفاقية السلام تلك، أولها أقرَّت المعاهدة بفعالية الجانبين حيث أن كليهما ليسا قويين بالقدر الكافي ليدمر أحدهما الآخر.
وكانت النتيجة الثانية المترتبة على المعاهدة أن ديفيد كومنينوس الذي كان تابعًا لهنري وكان يشن حربه الخاصة ضد نيقية بدعمٍ من الإمبراطورية اللاتينية قد فقد فعليًا ذلك الدعم؛ فأصبح ثيودور بناءً على ذلك قادرًا على أن يستولي على كل أراضي ديفيد غرب سينوب في أواخر 1214 مما سمح له باختراق البحر الأسود.
أمّا النتيجة الثالثة فقد كانت أن ثيودور أصبح حرًا لشنِّ حربٍ ضد السلاجقة دون تشتيت اللاتينيين آنذاك. فتمكنت نيقية من توطيد حدودها الشرقية لِما تبقى من القرن. واندلعت المُقاتَلات مرةً أخرى في 1224، وخَفَّض انتصارًا ساحقًا لنيقية في معركة بوِيمانينَم الثانية عدد الأقاليم اللاتينية في آسيا لتقتصر فقط على شبه جزيرة نيكوميديا.
وسمحت هذه المعاهدة للنيقيين بالاستمرار في الهجوم على أوروبا بعد سنواتٍ لاحقة، بلغ الهجوم ذروته في استعادة السيطرة على القسطنطينية عام 1261.